# Dipturus
Dipturus ist eine fast weltweit verbreitete Gattung aus der Familie der Echten Rochen (Rajidae). Die Typusart des 1810 durch den Naturkundler Constantine Rafinesque-Schmaltz als Untergattung von Raja eingeführten Taxons ist der Glattrochen (Dipturus batis), der im nordöstlichen Atlantik von Island bis in die nördliche Nordsee vorkommt und vom Aussterben bedroht ist.

## Merkmale
Dipturus-Arten haben einen rhombischen, oft sehr breiten Körper. Die äußeren Ecken bzw. Enden der Brustflossen sind spitz oder etwas abgerundet. Das auffälligste Merkmal der Gattung ist die lange, am Ende spitz zulaufende Schnauze, die in der Regel 60 % der Kopflänge einnimmt, sowie der konkave vordere Brustflossenrand. Die Augen sind relativ klein; ihr Durchmesser ist kleiner als der Abstand zwischen ihnen. Der Schwanz ist mittellang bis kurz und relativ dünn. Die Bauchflossen sind zweilappig. Die vorderen Loben sind mittellang bis sehr lang und erreichen oft die Länge der hinteren Loben. Bei ausgewachsenen Tieren ist die Rückenseite abgesehen von einer mittleren Dornenreihe auf dem Schwanz bis zur ersten Rückenflosse in der Regel frei von Dentikeln oder größere Dornen. Auf der Kopfoberseite können sich je ein Dorn vor jedem Augen und ca. neun Dornen an den Rändern der Augen befinden. Ein oder mehrere Dornen sind hin und wieder im Nacken oder auf den Schultern vorhanden. Männchen haben eine Dornenreihe auf dem Schwanz vor der ersten Rückenflosse, Weibchen haben dort drei oder fünf Dornenreihen. Weitere Dornen befinden sich am Rand der Schwanzunterseite. Dipturus-Arten sind auf der Rückenseite einfarbig grau, hell- oder dunkelbraun oder schwärzlich und nur wenig gezeichnet. Die Bauchseite ist hellgrau bis weißlich. Die Poren des sensorischen Systems auf der Oberseite des Kopfes und am Bauch sind als schwärzliche Punkte oder Streifen sichtbar. Die Fische haben 30 bis 35 Rumpfwirbel und 42 bis 72 Wirbel im Rumpf und im Schwanzabschnitt vor der ersten Rückenflosse zusammen. Die größten Dipturus-Arten können mehr als zwei Meter lang werden.

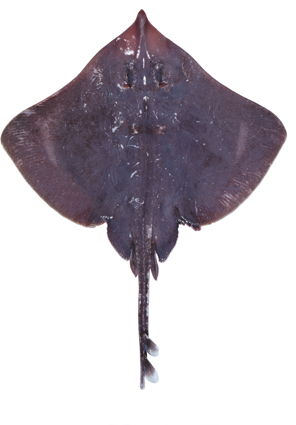
Dipturus canutus

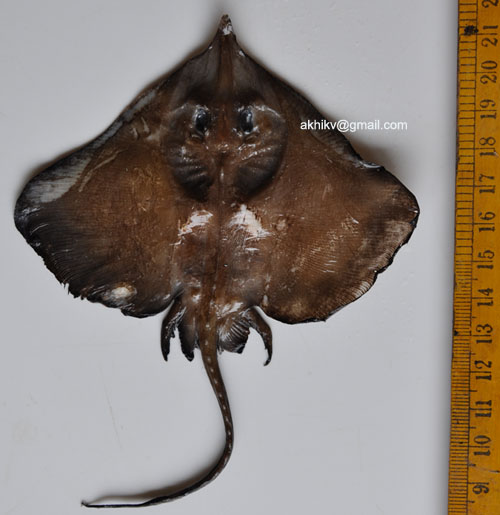
Dipturus johannisdavisi

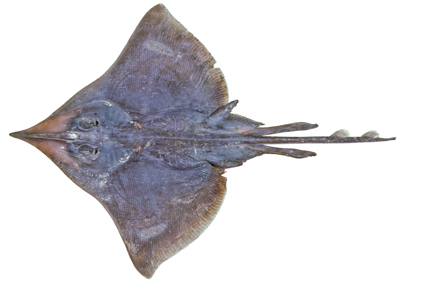
Dipturus melanospilus

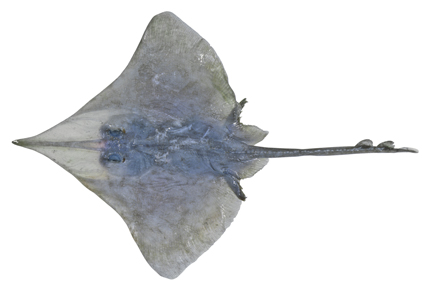
Dipturus queenslandicus

## Arten
Zur Gattung Dipturus gehören über 40 Arten:
- Dipturus acrobelus Last, White & Pogonoski, 2008
- Dipturus amphispinus Last & Alava, 2013
- Dipturus apricus Last, White & Pogonoski, 2008
- Glattrochen (Dipturus batis (Linnaeus, 1758))
- Dipturus bullisi (Bigelow & Schroeder, 1962)
- Dipturus campbelli (Wallace, 1967)
- Dipturus canutus Last, 2008
- Dipturus chilensis (Guichenot, 1848)
- Dipturus crosnieri (Séret, 1989)
- Dipturus doutrei (Cadenat, 1960)
- Dipturus ecuadoriensis (Beebe & Tee-Van, 1941)
- Dipturus flavirostris (Philippi, 1892)
- Dipturus garricki (Bigelow & Schroeder, 1958)
- Dipturus gigas (Ishiyama, 1958)
- Dipturus grahami Last, 2008
- Dipturus gudgeri (Whitley, 1940)
- Dipturus innominatus (Garrick & Paul, 1974)
- Großer Glattrochen (Dipturus intermedius (Parnell, 1837))
- Dipturus johannisdavisi (Alcock, 1899)
- Dipturus kwangtungensis (Chu, 1960)
- Scheunentorrochen (Dipturus laevis (Mitchill, 1818))
- Dipturus lanceorostratus (Wallace, 1967)
- Dipturus leptocauda (Krefft & Stehmann, 1975)
- Dipturus macrocauda (Ishiyama, 1955)
- Dipturus melanospilus Last, White & Pogonoski, 2008
- Dipturus mennii Gomes & Paragó, 2001
- Schwarzbäuchiger Glattrochen (Dipturus nidarosiensis (Storm, 1881))
- Dipturus olseni (Bigelow & Schroeder, 1951)
- Dipturus oregoni (Bigelow & Schroeder, 1958)
- Spitzrochen (Dipturus oxyrinchus (Linnaeus, 1758))
- Dipturus pullopunctatus (Smith, 1964)
- Dipturus queenslandicus Last, White & Pogonoski, 2008
- Dipturus springeri (Wallace, 1967)
- Dipturus stenorhynchus (Wallace, 1967)
- Dipturus teevani (Bigelow & Schroeder, 1951)
- Dipturus tengu (Jordan & Fowler, 1903)
- Dipturus trachyderma (Krefft & Stehmann, 1975)
- Dipturus wengi Séret & Last, 2008
- Dipturus wuhanlingi Jeong & Nakabo, 2008